# Équipe du Venezuela de beach soccer
L'équipe du Venezuela de beach soccer est une sélection qui réunit les meilleurs joueurs vénézuéliens dans cette discipline.

## Palmarès
- Coupe du monde
  - 5e en 2000
- Championnat CONMEBOL
  - 3e en 2011

## Effectif 2008
| N° | Nat. | Poste | Nom du joueur     |
| -- | ---- | ----- | ----------------- |
| 1  |      | G     | Fernando Casal    |
| 2  |      | A     | Pedro Romero      |
| 3  |      | D     | Gianluca Cardone  |
| 4  |      | D     | Pablo Ferreira    |
| 5  |      | A     | David A. Penaloza |
| 6  |      | D     | Edgard Quintero   |

| No. | Nat. | Position | Nom du joueur          |
| --- | ---- | -------- | ---------------------- |
| 7   |      | A        | Francisco Landaeta     |
| 8   |      | A        | Alberto Rodriguez      |
| 9   |      | A        | Kleydes Garcia         |
| 10  |      | A        | Carlos Alejandro Longa |
| 11  |      | A        | José Centeno           |
| 12  |      | G        | Luis Moreno            |

## L'encadrement
- Sélectionneur : Roberto Cavalo
- Assistant technique : Wilmer Garcia
- Chef de la délégation : Tomas Coppola